# Scesa
Scesa är en udde i Antarktis. Den ligger i Sydshetlandsöarna. Argentina, Chile och Storbritannien gör anspråk på området.
Terrängen inåt land är kuperad åt sydost, men västerut är den platt. Havet är nära Scesa åt nordväst. Trakten är obefolkad. Det finns inga samhällen i närheten. 